# Hlohovec
Hlohovec (em alemão: Freistadt; húngaro: Galgóc) é uma cidade da Eslováquia, situada no distrito de Hlohovec, na região de Trnava. Tem 64,12 km² de área e sua população em 2018 foi estimada em 21.508 habitantes.

## Demografia
| Ano:        | 1994   | 2004   | 2014   | 2024    |
| ----------- | ------ | ------ | ------ | ------- |
| Broj ljudi: | 24 054 | 23 151 | 22 264 | 19 458  |
| Razlika:    |        | -3,75% | -3,83% | -12,60% |

| Ano:               | 2023   | 2024   |
| ------------------ | ------ | ------ |
| Número de pessoas: | 19 774 | 19 458 |
| Diferença:         |        | -1,59% |